# Museo del Palacio Imperial de Manchukuo

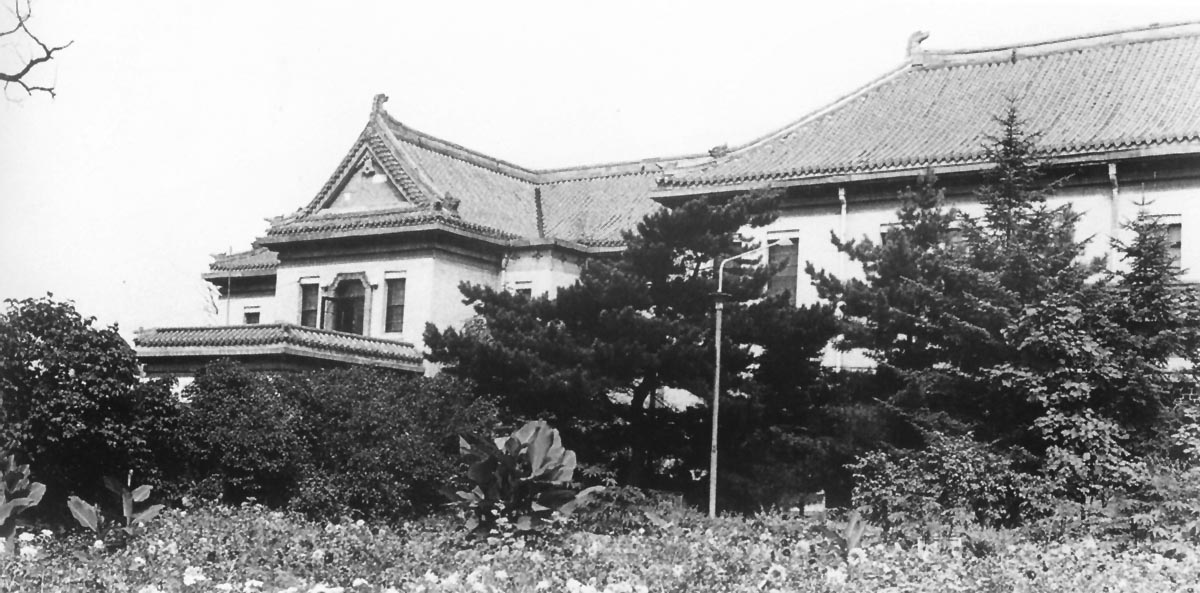
Salón Tongde del Palacio Imperial de Manchukuo.

El Museo del Palacio Imperial de Manchukuo (chino simplificado: 伪满皇宫博物院; chino tradicional: 偽滿皇宮博物院; pinyin: Wěi Mǎn Huánggōng Bówùyuàn; lit. Museo Ilegítimo del Palacio Imperial de Manchukuo) es un museo en la parte noreste de Changchun, en provincia de Jilin, noreste de China. El palacio fue la residencia oficial creada por el Ejército Imperial Japonés para el último emperador de China, Puyi, en el que vivió como parte de su papel como emperador del estado títere japonés de Manchukuo. En la República Popular China, la estructura se conoce generalmente como Palacio del Emperador Marioneta y Sala de Exposiciones. Está clasificado como un área escénica AAAAA (5A) por la Administración Nacional de Turismo de China.

## Historia
En 1931, los japoneses tomaron el control del noreste de China, el área de las actuales provincias de Liaoning, Jilin y Heilongjiang, que históricamente se conocían como Manchuria. Los japoneses crearon un estado oficialmente independiente en Manchuria al que llamaron Manchukuo, que en realidad era un estado títere de Japón. En un intento de darle legitimidad a Manchukuo, los japoneses instalaron a Puyi, el último emperador depuesto de la dinastía Qing de China, como Emperador de Manchukuo.
El papel de Puyi como jefe de Estado fue en gran parte simbólico. El único asunto del estado que se le permitió controlar fue la construcción de un nuevo palacio. Dos grupos dentro del gobierno presentaron planes diferentes. Los Mantetsu querían un diseño de palacio moderno que se integrara en la nueva ciudad de Hsinking (actual Changchun). La Oficina del Cuerpo de Construcción favoreció un palacio orientado al sur inspirado en la Ciudad Prohibida de Beijing. Puyi eligió a este último. Se reservó un sitio en la parte occidental de la ciudad para el nuevo palacio y se eligió una ubicación central para la construcción de un palacio temporal. El sitio occidental pronto fue abandonado dejando el sitio central como el palacio principal. Sin embargo, con el inicio de la Segunda Guerra Mundial, se desviaron los recursos para la construcción. El trabajo en el palacio se detuvo en 1943 y, como resultado, el nuevo palacio nunca se completó.
Sin un palacio adecuado, Puyi fue alojado en un edificio fuera del área urbana, cerca de las líneas ferroviarias. El edificio había sido anteriormente las oficinas del Salt Gabelle, dando al edificio el sobrenombre de "palacio de la sal". El edificio era realmente inadecuado para su propósito, era pequeño y estrecho para el palacio de un jefe de Estado. Puyi residió en este palacio desde 1932 hasta 1945.
El 8 de agosto de 1945, la Unión Soviética declaró la guerra al Imperio del Japón. El Ejército Rojo invadió Manchuria desde el norte. El 20 de agosto de 1945, el Ejército Rojo había invadido casi todo Manchukuo. El Imperio Japonés se rindió incondicionalmente poniendo fin a la Segunda Guerra Mundial y simultáneamente Manchukuo dejó de existir. Puyi huyó del palacio, intentando llegar a Japón en avión, pero fue capturado por los soviéticos. El palacio y la ciudad circundante fueron saqueados.
En 1962, las estructuras se conservaron y se abrieron como el Museo del Palacio Imperial de Manchukuo (chino simplificado: 伪满皇宫博物院; chino tradicional: 偽滿皇宮博物院). Las exposiciones se ampliaron con la del Museo Provincial de Jilin en 1982 y se renovaron en 1984. Todo el complejo fue renovado en 2004. El palacio fue el escenario real de la película biográfica de Bernardo Bertolucci de 1987 de Puyi, El último emperador, que describe el reinado de Puyi como Emperador de Manchukuo.

## Estructuras
El Palacio Imperial de Manchuria fue diseñado como una versión en miniatura de la Ciudad Prohibida de Beijing. Estaba dividido en un patio interior y un patio exterior. El patio exterior o delantero se utilizó con fines administrativos y el patio interior o trasero como residencia real. El palacio tenía una superficie de 43.000 metros cuadrados.
El patio interior incluía las habitaciones privadas para Puyi y su familia. Sus estructuras principales incluían el Edificio Jixi en el patio oeste y el Salón Tongde en el patio este. El patio exterior contenía edificios para asuntos de estado. Sus edificios principales incluían el edificio Qianmin, el edificio Huanyuan y el salón Jiale. La arquitectura de los edificios tenía una amplia gama de estilos: chino, japonés y europeo.
Dentro del complejo había jardines, que incluían rocallas y un estanque de peces, una piscina, un refugio antiaéreo, una cancha de tenis, un pequeño campo de golf y una pista de caballos.
Alrededor de los patios había nueve fortines de dos pisos para la Guardia Imperial de Manchukuo, y todo el complejo estaba rodeado por altos muros de hormigón.

### El edificio Jixi

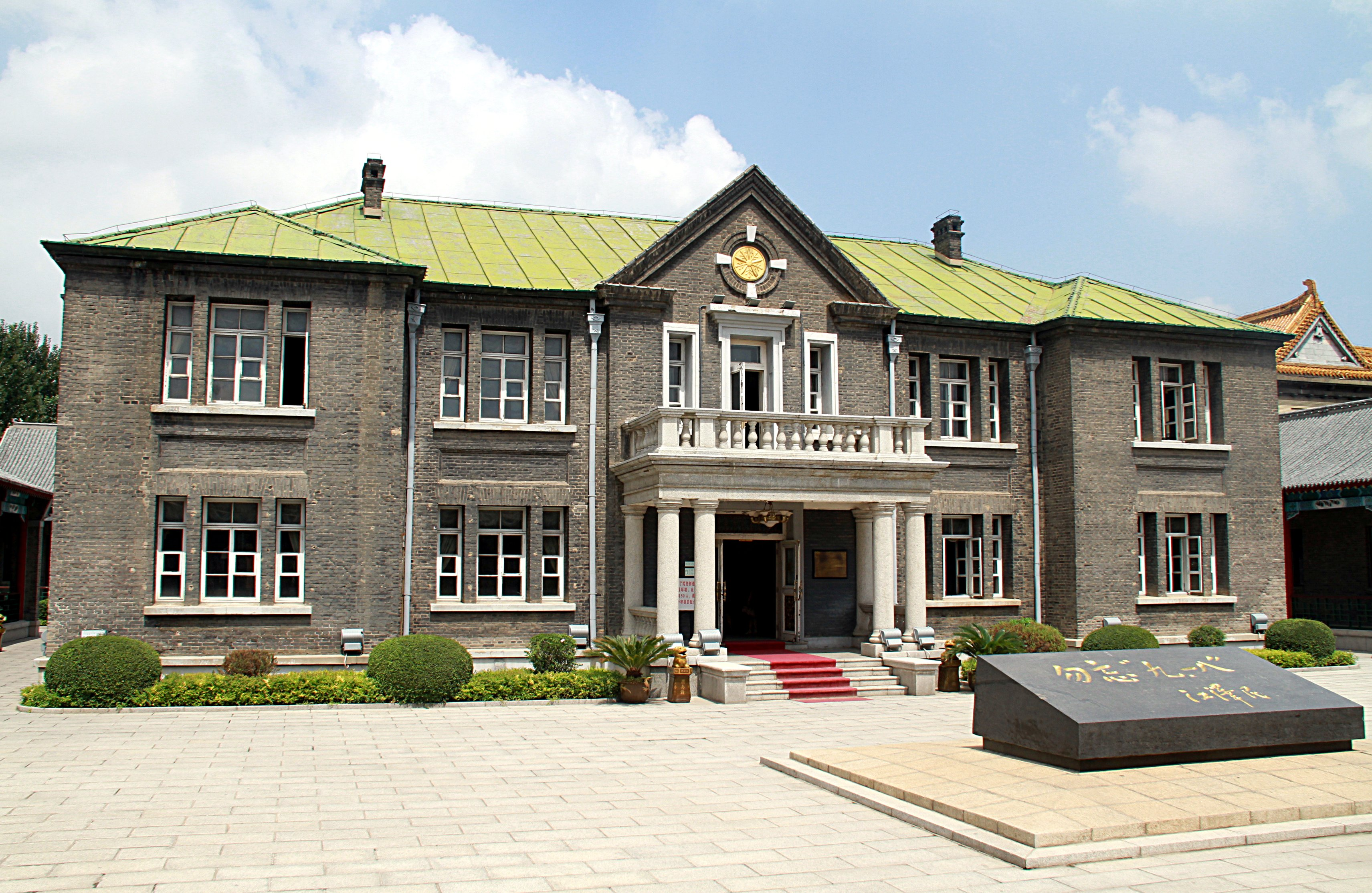
Edificio Jixi.

El edificio Jixi (缉熙楼) era la vivienda privada de estilo ruso para el emperador y su familia inmediata. Contenía el dormitorio de Puyi, una sala de lectura, un salón familiar, una capilla budista y los cuartos separados para la emperatriz Wan Rong y la concubina Tan Yuling. Originalmente era el edificio de oficinas de la Oficina de Transporte Exclusivo de Jilin-Heilongjiang y fue construido a principios del siglo XX.

### El Salón Tongde
El Salón Tongde (同德殿) era el más grande e impresionante de los edificios del palacio, y tenía una decoración interior más lujosa. Originalmente la Oficina de Recaudación de Impuestos sobre la Sal de Jilin, y por lo tanto, a veces se le conocía como el "Palacio de la Sal", los ingenieros japoneses la remodelaron de 1936 a 1938. Sin embargo, Puyi se negó a usar el edificio, ya que creía que tenía micrófonos. El salón principal fue el escenario de una fiesta de baile en la película El último emperador de Bernardo Bertolucci, aunque en realidad nunca se usó para ese propósito.

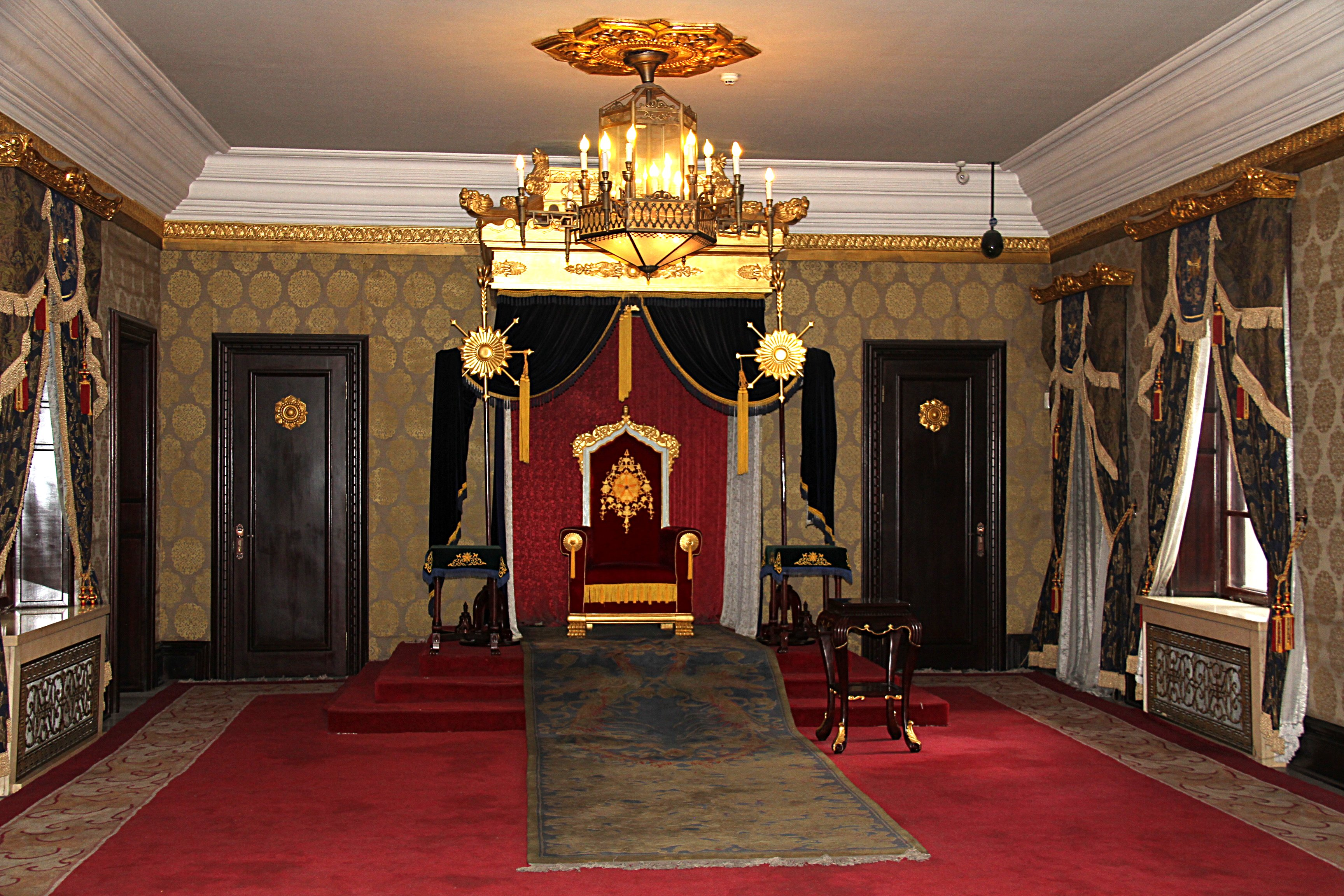
Trono de Manchukuo.

La concubina imperial Li Yuqin estaba alojada en la parte este del segundo piso. El edificio hoy contiene el Trono de Manchukuo, varios muebles, algunas réplicas de las joyas de la corona, banderas, algunos vestidos y uniformes, una copia de la declaración de independencia de Manchukuo y otros artículos oficiales. Detrás del trono está el escudo nacional, con una estrella de cinco puntas, en diferentes colores que representan las cinco nacionalidades de Manchukuo: manchú (rojo), chino (amarillo), mongol (azul), japonés (blanco) y coreano (negro).

### El edificio Quinmin
El edificio Qinmin (勤民楼) era el edificio de oficinas de Puyi. En su esquina sureste había una gran sala donde Puyi recibía a los embajadores y cónsules extranjeros, y emitía certificados de nombramiento y entregaba medallas a los funcionarios de su gobierno. El edificio Qianmin albergaba el trono de Manchukuo, que ahora se ha trasladado al Salón Tongde para su exhibición en el museo.

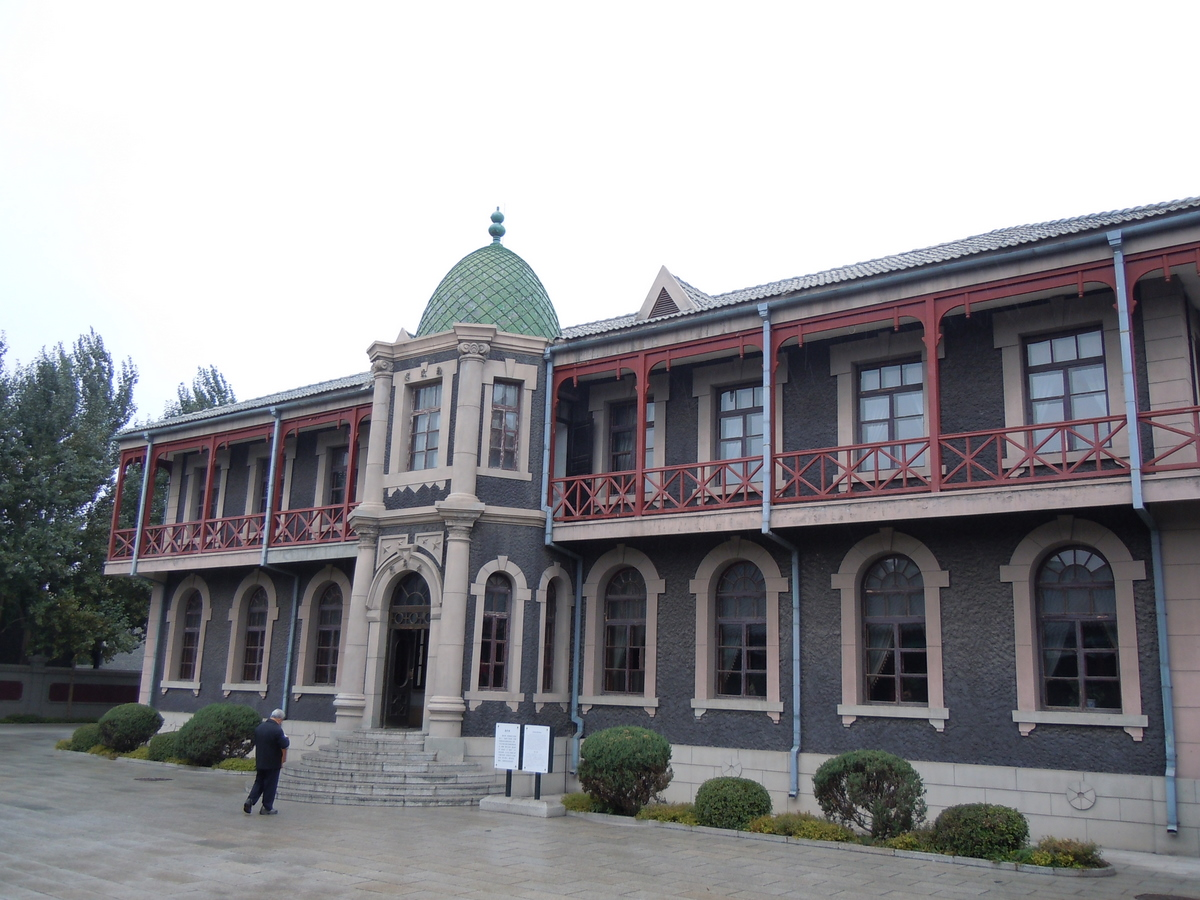
Edificio Quinmin.

Los artefactos históricos que se exhiben en el edificio Qinmin incluyen documentos y fotografías desde la infancia de Puyi hasta la edad adulta y figuras de cera de Puyi con una de sus esposas. Otras exposiciones destacan las atrocidades de los crímenes de guerra de la Segunda Guerra Mundial, como los incidentes relacionados con la Unidad 731.

### La Casa Zhixiu
La Casa Zhixiu (植秀轩) era una estructura separada construida a principios de la década de 1930. Fue utilizado como comedor informal por el emperador Puyi. Una parte del dinero en efectivo y las joyas de Puyi se guardaba en las dos cajas fuertes del apartamento trasero. Después de que la segunda hermana menor de Puyi se casara con Zheng Guangyuan, vivieron aquí por un tiempo. Cuando se completó el Salón Tongde, esta estructura se transformó en una escuela para los hijos de los empleados del palacio.

### La Casa Changchun
La Casa Changchun (畅春轩) era otra estructura separada diseñada como una imagen especular de la Casa Zhixiu para mantener la simetría en el diseño del palacio. Al principio, la cuarta y la quinta hermanas menores de Puyi vivían aquí. En julio de 1937 fue la residencia del padre de Puyi, el príncipe Chun, cuando lo visitó brevemente para felicitar a Puyi por convertirse en emperador. Posteriormente, la residencia fue utilizada por la concubina imperial Tan Yuling.

### El edificio Huaiyuan
El edificio Huaiyuan (怀远楼) fue construido en el otoño de 1934 como una oficina para la Agencia de la Casa Imperial Manchukuo, que alberga la Secretaría Imperial y varios departamentos del interior del palacio. También contenía la Capilla Fengxian donde Puyi adoraba sus retratos ancestrales y lápidas conmemorativas.

### El edificio Siheyuan
El edificio Siheyuan era otra estructura del palacio interior que data de principios del siglo XX, fue originalmente la mansión de Wei Zonglian, el jefe de la Oficina de Transporte Exclusivo de Jilin-Heilongjiang. Después de la construcción del palacio, se utilizó como oficina para el departamento ejecutivo, albergando las oficinas del viceministro japonés y funcionarios relacionados.